# Nicolaas Bloembergen
Nicolaas Bloembergen (Dordrecht, 11 de março de 1920 - Tucson, Arizona, 5 de setembro de 2017) foi um físico neerlandês.
Recebeu o grau de Ph.D. da Universidade de Leiden, em 1948, enquanto prosseguia o seu doutoramento em Harvard, Bloembergen também trabalhava meio período como assistente de pesquisa de pós-graduação para Edward Mills Purcell no MIT Radiation Laboratory. Ele tornou-se professor na Universidade de Harvard em Física Aplicada.
Recebeu o Nobel de Física de 1981, juntamente com Arthur Schawlow, "por sua contribuição para o desenvolvimento da espectroscopia a laser". Cada um recebeu um quarto do prêmio. A outra metade do prêmio foi para Kai Siegbahn, "por sua contribuição para o desenvolvimento da espectroscopia eletrônica de alta resolução".